# Der Arzt von Stalingrad (Roman)
Der Arzt von Stalingrad ist einer der erfolgreichsten Romane des deutschen Bestsellerautors Heinz G. Konsalik. Das 1956 veröffentlichte Werk handelt von einem deutschen Lagerarzt in einem sowjetischen Kriegsgefangenenlager nach dem Zweiten Weltkrieg und erreichte eine Weltauflage von über vier Millionen Exemplaren.

## Handlung
Ende der 1940er Jahre ist Dr. Fritz Böhler Gefangener und Lazarettleiter eines sowjetischen Kriegsgefangenenlagers für deutsche Soldaten des Zweiten Weltkriegs in der Nähe der Stadt Stalingrad (heute: Wolgograd). Er ist das Musterbeispiel eines pflichtbewussten, kompetenten, entscheidungsstarken und das ärztliche Ethos vertretenden Mediziners. Mit einfachsten Mitteln sorgen er und seine Kollegen Dr. von Sellnow und Dr. Schultheiß für die gesundheitliche Versorgung Tausender deutscher Kriegsgefangener. In medizinisch aussichtslosen Situationen greift Böhler oft zu gewagten, improvisierten Operationen, die ihm inner- und außerhalb des Lagers einen hohen Ruf verschaffen.
Die zu Anfang auf Unterwerfung beruhende Beziehung zwischen den russischen Ärzten (Lagerarzt Dr. Kresin und Kapitänsärztin Dr. Kasalinsskaja) bzw. dem Lagerkommandanten Worotilow und den deutschen Ärzten weicht langsam einem Vertrauensverhältnis. Dies wird bei Vorfällen im Lager oder beim Besuch politischer Kommissare aus Moskau immer wieder auf die Probe gestellt. Böhler wird häufiger heimlich zur Behandlung russischer Patienten in die Stadt Stalingrad und in andere Kriegsgefangenenlager verbracht.
Als 1950 ein Teil der Kriegsgefangenen in die Heimat entlassen wird, erreicht der ebenfalls dafür vorgesehene Böhler, der seine Verpflichtung gegenüber den Kameraden höher einstuft als die Sehnsucht nach seiner in Köln auf seine Rückkehr wartenden Familie, dass er bis zur Entlassung der letzten Kriegsgefangenen 1953 im Lager verbleibt.

## Thematik
Das Werk ist bei allem, zur Erscheinungszeit noch sehr aktuellen, historisch-politischen Hintergrund zuallererst ein Unterhaltungsroman, der auf den Bedarf und Geschmack des breiten (deutschsprachigen) Publikums ausgerichtet ist.
Hinsichtlich des vermittelten Geschichts- und Menschenbilds ist der Roman ambivalent. Einerseits werden – nach einer konfrontativen Eingangsphase – die russischen Figuren des Romans, sofern sie keine Repräsentanten der kommunistischen Führung darstellen, ebenso wie die deutschen als im Wesentlichen verantwortungsvolle, mitfühlende und mit menschlichen Fehlern behaftete Personen dargestellt. Die Letztverantwortung für die prekäre Lage der deutschen Plennis (Kriegsgefangenen) wird den Nationalsozialisten und ihrem Angriffskrieg gegen Russland zugeschrieben, wobei der Nationalsozialismus an den wenigen Stellen, an denen er thematisiert wird, unmissverständlich abgelehnt wird. Auch die deutschen Verbrechen im Krieg werden gelegentlich genannt, so wenn zum Verhalten des die Deutschen hassenden Lagerleutnants Markow erwähnt wird, seine ganze Familie sei im Krieg umgekommen, seine Mutter und sein Bruder seien als ausgehungerte Zivilisten von der SS erschlagen worden. Auch wird wiederholt die Frage gestellt, ob es russischen Soldaten in deutschen Gefangenenlagern nicht noch deutlich schlimmer ergangen sei als den Deutschen vor Ort. Zudem zeigt sich auch Böhler als nicht völlig unfehlbar, als er glaubt, Sellnow sei von den Russen vergiftet worden, obwohl die Vergiftung von einem nicht als solchem erkannten, aufgefundenen Wolfsköder herrührt.
Andererseits wird auf verschiedenen Ebenen eine kulturelle Überlegenheit der Deutschen gegenüber den Russen transportiert. Die Deutschen sind zumeist ehrlich und kameradschaftlich, ohnehin haben Nationalbewusstsein und Soldatenehre einen hohen Stellenwert. Die problematischen Figuren finden sich eher auf russischer Seite, etwa die attraktive und emotionale, zwischen Grausamkeit und Nymphomanie schwankende Ärztin Kasalinsskaja oder der ruhmsüchtige und gewissenlose Universitätsarzt Pawlowitsch. Auf deutscher Seite steht hier nur der Fall des ehemaligen Nazis Grosse, der von der sowjetischen Geheimpolizei zur Spionagetätigkeit unter den Deutschen gepresst und, nach seinem Auffliegen, von seinen Kameraden in der Latrine zu ertränken versucht wird. Obwohl Böhler ihn rettet, ist das Urteil über ihn einhellig, auch durch die moralische Instanz Böhler: ein „elendes Schwein“, das seinen Tod in der Latrine wegen des Verrats an den Kameraden verdient gehabt hätte. Weiterhin erscheinen die deutschen Ärzte zumeist als fähiger als ihre russischen Kollegen, und die Deutschen generell als technisch, wirtschaftlich und gesellschaftlich fortschrittlicher. So schrecken die Russen vor einem harten Durchgreifen zurück, wenn die Deutschen aus verletzter (National-)Ehre passiven Widerstand leisten, und wohnen einer deutschen Theateraufführung und einem deutschen Weihnachtsfest bei. An anderer Stelle führt ein deutscher Soldat dem faszinierten russischen Lagerkoch den mit einem Paket aus der Heimat zugesandten, kalt anrührbaren „Eiermanns Schnellpudding“ vor, mit der Bemerkung, in Deutschland sei dieses Produkt anders als in Russland für jeden Arbeiter leicht erschwinglich. Ambivalent ist auch die Erwähnung von Menschenversuchen durch deutsche SS-Ärzte: Eine Nebenfigur des Romans, die dieser beschuldigt wird, kann unwidersprochen deren wissenschaftliche Intention behaupten.
Deutlich ins Rassistische geht die Darstellung, wenn asiatische Vertreter des sowjetischen Staatsvolks in der Handlung auftauchen. Sie werden zumeist als grausam, tierhaft, gewissenlos, primitiv oder fanatisch dargestellt, zum Beispiel der „mongolische“ Politkommissar Kuwakino oder der „tatarische“ Greis Pawlowitsch, wobei äußere Aspekte wie die „Schlitzaugen“ herausgestellt werden. Auch wirken die deutschen Gefangenen auf die „leidenschaftlichen“ weiblichen russischen Romanfiguren besonders attraktiv, so Sellnow auf Kasalinsskaja und Schultheiß auf die Geliebte des Lagerkommandanten, während die Küchengehilfin Bascha es mit jedem treibt. Von den deutschen Krankenschwestern werden dagegen – ebenso wie von den daheim wartenden Ehefrauen – keinerlei sexuelle Anfechtungen berichtet.

„Buch und Film sind nach Einschätzung des Heidelberger Geschichtsprofessors Wolfgang Eckart voller Klischees, die dem deutschen Zeitgeist der 50er Jahre entsprechen. Konsaliks Botschaft lautet demnach: Die Deutschen sind den Russen als Ärzte und Menschen überlegen. Das Bild des deutschen Mediziners soll ins rechte Licht gerückt werden. Denn der Nürnberger Ärzteprozess hat 1946 gezeigt, dass SS- und Wehrmachtsärzte an den Verbrechen der Nazis beteiligt waren. Als Reaktion darauf zeichnet ‚Der Arzt von Stalingrad‘ ein ‚karitatives, heldisches, aufopferndes‘ Bild des deutschen Arztes.“

## Stil
Der Roman wird vorwiegend aus Perspektive eines unpersönlichen, allwissenden Erzählers erzählt, der die Gefühle der handelnden Personen, vor allem der Deutschen, kennt. Zu Beginn und an verschiedenen Stellen innerhalb des Romans werden mit der einleitenden Überschrift „Aus dem Tagebuch des Dr. Schultheiß“ kurze Passagen aus der Ich-Perspektive berichtet, allerdings ohne dass diese Passagen auch nur annähernd den Charakter eines Tagebucheintrags hätten. Der Stil des Romans ist auf leichte Lesbarkeit und volksnahe, teilweise drastische Sprache gerichtet („deutsches Schwein“, „Russensau“, „Man sollte sie allesamt umbringen!“).

## Hintergrund
Vorbild der Romanfigur Fritz Böhler war der Arzt Ottmar Kohler, der tatsächlich Lagerarzt in Stalingrad war. Der Roman hält sich hinsichtlich der grundsätzlichen Lebensdaten und mancher spektakulärer Operationen an die Geschichte Kohlers. Kohler, der bei seiner Rückkehr zu Neujahr 1954 von Bundeskanzler Konrad Adenauer persönlich begrüßt wurde, avancierte unfreiwillig zum Vorzeigebeispiel des „guten Deutschen“ in Krieg und Gefangenschaft, nicht zuletzt durch Konsaliks Romantisierung.

## Verbreitung und Verfilmung
Der vom Kindler Verlag veröffentlichte Roman erreichte eine Vielzahl von Auflagen, darunter auch als Lizenzausgaben in anderen Verlagen (z. B. Lingen Verlag) und Buchclubs (z. B. Bertelsmann Lesering). Insgesamt wurde der Roman etwa vier Millionen Mal verkauft.
Der Roman wurde 1958 unter dem Originaltitel Der Arzt von Stalingrad mit O. E. Hasse in der Titelrolle verfilmt.